# Hermann Büring
Theodor Gustav Hermann Büring, in Australien Herman Buring geschrieben, (* 1846 in Berlin; † 8. September 1919 in Adelaide, South Australia) war ein bedeutender Winzer und Weinhändler in Australien. Hermann Büring war einer der deutschen Auswanderer, die in Australien einen Weinhandel aufbauten und der später gemeinsam mit seinem Schwager, Carl August Sobels (1840–1923), die Weinmarke Quelltaler schuf.

## Frühes Leben
Über das frühe Leben von Hermann Büring in Berlin ist wenig bekannt. Er war der Sohn von Friedrich Adolph Büring und dessen Ehefrau Caroline Henriette Auguste. Hermann wanderte mit seinen Eltern auf der Princess Louise nach Australien aus, die in Hamburg ab- und im August 1849 in Adelaide anlegte. In Adelaide gründete sein Vater mit Ernst Fischer, einem weiteren Auswanderer, ein Ladengeschäft für Blasinstrumente, das sein Vater nach dem frühen Tod von Fischer allein weiterführte. Hermann und sein Bruder Heinrich Franz Rudolph, der später in Adelaide einen Tabakhandel aufbaute, gingen in Adelaide zur Schule. Hermann heiratete Lina Dohrenwendt am 22. April 1871, mit ihr hatte er zwei gemeinsame Söhne und drei Töchter.

## Weinhandel
Hermann arbeitete als Ladenbesitzer neun Jahre auf dem Land in South Australia und drei Jahre in einer Weinbrennerei bei Seppeltsfield im Barossa Valley, einem der bedeutendsten Weinanbaugebiete Australiens. Am 22. April 1871 öffnete er im früheren Friedrichswalde (heute Tarnma), bei Kapunda, ein Ladengeschäft. Neun Jahre lang war Hermann Handelsvertreter für Spring-Vale-Weine, leichte Rieslinge, die er ab 1869 mit seinem Schwager Carl Sobels gemeinsam vertrieb. 1879 eröffnete Hermann ein Ladengeschäft in Kent Town, heute ein Innenstadtbezirk von Adelaide, wo er weiterhin Spring-Vale-Weine vertrieb. 1889 kauften er und sein Schwager Sobels gemeinsam ein 47 Hektar großes Weingut mit Weinkeller, samt Weinfässern und Weinen auf, das im heute sogenannte Spring Vale liegt. Sie pachteten weitere 20 Hektar Land und Wiesen unweit ihres Weinguts hinzu. Hermann konzentrierte sich ausschließlich auf den Verkauf und Vertrieb der Weine und gründete in der Nähe der Bank of Adelaide in Adelaide ein Wein-Handelshaus. Die früheren Spring-Vale-Weine vertrieb er nun unter dem neu kreierten Handelsnamen Quellthaler, später Quelltaler geschrieben.

## Gesellschaftliches Engagement
Hermann Bühring wurde 1896 zum Präsidenten der Wine Growers' Association gewählt, war Mitglied der Royal Agricultural and Horticultural Society of South Australiia und maßgeblich an der Ausarbeitung des Phylloxera Act of 1899 (Reblaus-Gesetz von 1899) beteiligt und wurde Mitglied im Vorstand. Im Jahr 1910 gründeten er und sein Schwager Sobels die H. Buring & Sobels Ltd.